# Петровский, Иван Андреевич (тайный советник)
Иван Андреевич Петровский (1829—1903) — русский военно-медицинский и государственный деятель, доктор медицины.

## Биография
Родился в 1829 году — сын урядника, казак Каменской станицы.
Окончил гимназию и медицинский факультет Императорского Харьковского университета в 1854 году.
Работал лекарем с 26 января 1854 года, уездным врачом с 10 марта 1854 года. Затем служил полковым медиком Войска Донского с 28 марта 1854 года, в батарее № 5 с 3 апреля 1854 года по 26 августа 1856 года. При окружном враче Миусского округа находился с 15 сентября 1856 года.
Чин титулярного советника получил 22 сентября 1858 года. Затем служил в батарее № 4 с 16 июня 1859 года и был назначен в чин коллежского асессора 23 июля 1860 года. C 23 сентября 1860 года находился при штабе походного атамана Донских казачьих полков; 4 сентября 1863 года Петровский был командирован в Германию, Францию и Англию на 6 месяцев с научными целями. Затем работал в Санкт-Петербургской хирургической академии и по экзамену при академии был назначен акушером с 10 октября 1864 года, а доктором медицины — с 10 мая 1865 года.
В чине надворного советника — с 30 мая 1865 года. Работал с 12 декабря 1868 года врачом при Донской духовной семинарии. За отличие по службе 28 мая 1869 года был удостоен чина коллежского советника, а 13 мая 1873 года — статским советником.
Помощником областного врачебного инспектора Войска Донского назначен 15 сентября 1875 года.
В 1870-х годах по инициативе общественности было создано «Общество донских врачей» и его первым президентом стал Иван Андреевич Петровский.

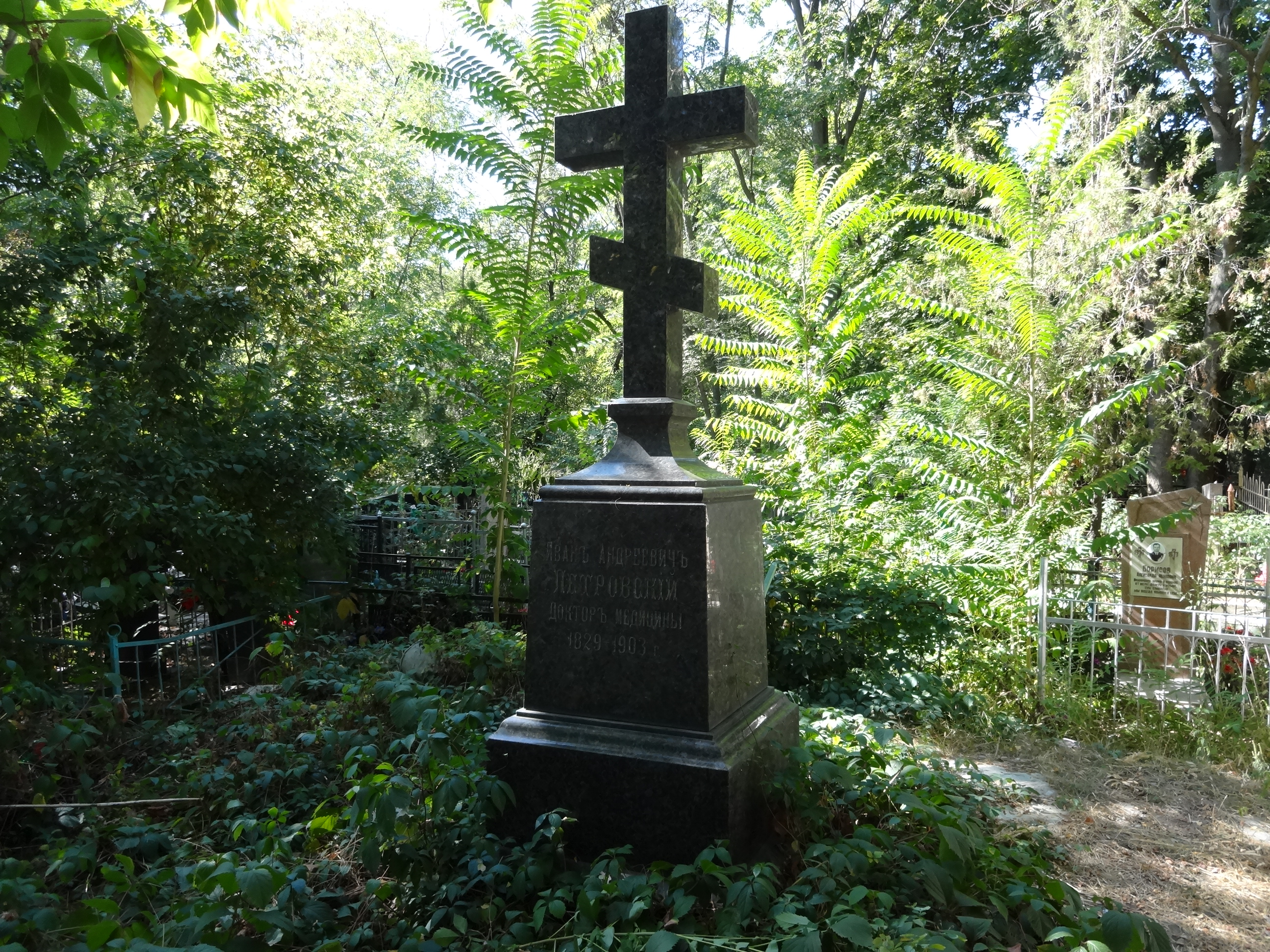
Могила И. А. Петровского на старом (Дмитриевском) кладбище в Новочеркасске

С 1889 года Покровский был областным врачебным инспектором и действительным статским советником, с 1893 года — тайный советник.
В отставке по болезни находился с 1893 года. Занимался общественной деятельностью: организация больниц, занятие научной медициной, изучение иностранных языков.
Умер 22 января 1903 года. Похоронен в Новочеркасске на городском (Дмитриевском) кладбище рядом с женой.

### Семья
- Жена — Петровская (Брукман) Елизавета Ивановна (1840—1882), Вюртембергская подданная (РГВИА. — Ф. 330. — Оп. 57. — Д. 44).
- Дети — Алексей (род. 1867), Дарья (род. 1869), Евгения (род. 1870), Иван (род. 1872), Сократ и Вениамин (род. 1875).

## Награды
- Награждён орденами Святого Владимира 3-й и 4-й степени, орденом Святой Анны 2-й степени, орденом Святого Станислава 2-й степени с Императорской короной и 3-й степени), Бронзовой медалью в память Восточной войны 1853—1856 гг., а также Знаком Красного Креста 1953—1856 гг.